# Ledereragrotis albivenata
Ledereragrotis albivenata là một loài bướm đêm trong họ Noctuidae.